# A-Lex
A-Lex é o décimo primeiro álbum de estúdio da banda brasileira de thrash metal Sepultura, que foi lançado em 23 de janeiro de 2009 pela SPV Records e pela Atração Records no Brasil. É o primeiro álbum lançado após a entrada de Jean Dolabella na banda, substituindo Igor Cavalera na bateria.
Todo o álbum é inspirado na obra "A Laranja Mecânica" (1962) de Anthony Burgess, seguindo a linhagem do álbum anterior a A-Lex, de 2006, Dante XXI, que também foi inspirado numa obra literária, A Divina Comédia, de Dante Alighieri.

## Bastidores
O álbum foi gravado em São Paulo nos Estúdios Trama e foi mixado no estúdio Mega durante 2008, desde fevereiro, quando começado o processo de composição, até agosto, quando a banda terminou o processo de mixagem e revelou a lista de músicas e o título do álbum.
Andreas Kisser comentou sobre as influências obtidas do trabalho de Burgess:
| “ | Nós escreveremos nossa trilha sonora para essa história e a vida de Burgess será uma inspiração tanto para escrever as músicas, letras como para a arte do CD. | ” |

O título é praticamente um trocadilho com o personagem central da obra, Alex, e o latino para a expressão "sem lei": ab(longe de, sem) + Lex(lei); presumidamente, essa é uma referência de como Alex e suas companhias viviam.

## Divulgação do álbum
Em dezembro de 2008, as canções "We've Lost You" e "The Treatment" estavam disponíveis, completas, na página do MySpace da banda.
Em 16 de janeiro de 2009, o álbum foi lançado, por completo, para execução exclusiva na Last.fm.
Um clip foi gravado em São Paulo, para a canção "We've Lost You", sendo lançado em fevereiro de 2009.
Sepultura vai começar a turnê mundial de divulgação, A-Lex World Tour 2009, na Europa. Depois, passará pela América do Norte, alguns festivais de música, e também na Ásia/Oceania. A turnê pode durar até 2010.

## Recepção do público
| Críticas profissionais | Críticas profissionais |
| Avaliações da crítica  | Avaliações da crítica  |
| Fonte                  | Avaliação              |
| ---------------------- | ---------------------- |
| allmusic               | [ 5 ]                  |
| About.com              | [ 6 ]                  |
| Record Collector       | [ 7 ]                  |
| Sea of Tranquility     | [ 8 ]                  |
| Glide magazine         | [ 9 ]                  |

Na primeira semana de vendas, A-Lex vendeu 5,000 cópias no Brasil e 1,600 cópias nos Estados Unidos.. Foi bem recebido pela crítica.

## Faixas
Todas as faixas são escritas pelo Sepultura, exceto "Ludwig Van", baseada na Nona Sinfonia de Ludwig van Beethoven e "Paradox", com letra co-escrita por Lucas Kater.
1. "A-Lex I" - 1:53
2. "Moloko Mesto" - 2:09
3. "Filthy Rot" - 2:45
4. "We've Lost You" - 4:13
5. "What I Do!" - 2:01
6. "A-Lex II" - 2:18
7. "The Treatment" - 3:23
8. "Metamorphosis" - 3:01
9. "Sadistic Values" - 6:50
10. "Forceful Behavior" - 2:27
11. "Conform" - 1:54
12. "A-Lex III" - 2:03
13. "The Experiment" - 3:28
14. "Strike" - 3:40
15. "Enough Said" - 1:36
16. "Ludwig Van" - 5:29
17. "A-Lex IV" - 2:46
18. "Paradox" - 2:15

## Integrantes
- Derrick Green - vocal
- Andreas Kisser - guitarra
- Paulo Jr. - baixo
- Jean Dolabella - bateria